# 静観荘
静観荘（せいかんそう）は、かつて奈良県奈良市東木辻町に存在した旅館である。日本最古の遊廓とされる木辻遊廓における、遊廓建築の面影を残した最後の建築物であった。

## 歴史
三棟町誕生寺の向かいに位置していた。
木辻遊廓が存在した東木辻町が1914年（大正3年）11月21日大火に襲われた後に建設され、当時は「本家岩谷楼」という名の妓楼であった。
木辻でも最大規模の店で豪奢な庭と玄関口を持ち、創立時には娼妓20人、芸者も数人いたとされる。
第二次世界大戦後、奈良にアメリカ軍が進駐すると、ピストルを持った米兵が下見に来たり、ビールの特別配給に対し「もっとだせ」と米兵が騒ぎ出したりといったトラブルもあった。このような経験が、後の海外観光客受け入れに役立ったという。1957年（昭和32年）売春防止法が施行されると、旅館業に転業した。
2008年（平成20年）1月から3月にかけて放送されたドラマ、『鹿男あをによし』でのロケ地にもなった。
日本のインバウンド観光において、初期のバックパッカー受け入れから近年のブームまで、気軽に和を体験できる宿としての先駆けとなってきた。宿泊客の9割以上が海外からの観光客であったという。しかし新型コロナの感染拡大による外国人入国規制のあおりをうけ、2020年（令和2年）4月に新規予約を停止、2021年（令和3年）10月10日に廃業。2022年（令和4年）4月に惜しまれながら解体された。備品などの一部は、橋本遊廓の元妓楼であった諸店で引き受けられ、残り続けるとのことである。

## 建築
木造2階建て建築で4つの建物から構成され、北西の1棟が大正年間の建築、残りの3棟（東、南西、西）が昭和の建築とされていた。4棟は約75坪（247.934㎡）の中庭をロの字型に囲んでいた。階数は南西の1棟が平屋建て、残り3棟が2階建てであった。
廃業時の利用状況で、旅館業に利用していたのは東と南西の2棟のみであり、南西の棟は浴室、トイレ、洗面所、東の棟は玄関、ホール、ロビーと、2階は9室の和室客間として使用されていた。客室は「まつ」「梅」「やなぎ」などの名前が付けられ、赤いカーペットが敷かれた廊下には、その部屋名にちなんだ模様が各部屋の入口に彫られていたという。ロビーや階段などは、戦後の大改修で和風と洋風が混然一体となり、不思議な雰囲気を醸し出していた。
中庭ではシュロ、ツゲ、マツなどの庭木がよく手入れされ、趣のあるつくばいや石灯篭が置かれていた。中庭をまたぐように、各棟を結ぶ太鼓橋が架けられていたという。各棟は中庭に面した側に廊下があって中庭を見ながら一巡りできるようになっており、さらに南の棟の廊下は庭に対して吹き放しになっていた。

## 年表
- 1914年（大正3年）
  - 11月21日 - 東木辻町大火[5]。
- 1916年（大正5年）
  - 遊廓「本家岩谷楼」として開業[2][4]。
- 1957年（昭和32年） - 売春防止法施行にともない、旅館「静観荘」に転業[2]。
- 2008年（平成20年） - ドラマ、『鹿男あをによし』のロケ地となる[4]。
- 2020年（令和2年）
  - 4月 - 新規予約停止[2]。
- 2021年（令和3年）
  - 10月10日 - 廃業[2]。
- 2022年（令和4年）
  - 4月 - 取り壊し[6]。